# Mnioloma novaezelandiae
Mnioloma novaezelandiae är en bladmossart som beskrevs av J.J.Engel. Mnioloma novaezelandiae ingår i släktet Mnioloma och familjen Calypogeiaceae. Inga underarter finns listade i Catalogue of Life.